# سان-ليونار (مونتريال)
سان-ليونار حي سكني يقع إدارياً ضمن مونتريال في كندا. وتبلغ مساحته 13.52 كم². يحده إدارياً كل من مونتريال-نور وRosemont–La Petite-Patrie ‏.

## وصلات خارجية
- الموقع الرسمي